# 22 الجبار
22 الجبار (بالإنجليزية: 22 Orionis)‏ هو نجم ثنائي يقع في كوكبة الجبار.

## روابط خارجية
- 22 الجبار على موقع ويكي سكاي: DSS2, SDSS, GALEX, IRAS, Hydrogen α, X-Ray, Astrophoto, Sky Map, Articles and images